# Chicão Bulhões
Francisco Siemsen Bulhões Carvalho da Fonseca (Rio de Janeiro, 18 de abril de 1988), mais conhecido como Chicão Bulhões, é um advogado e político brasileiro. É secretário municipal de Desenvolvimento Urbano e Econômico do Rio de Janeiro (SMDUE), sob a gestão do prefeito Eduardo Paes.
Ingressou na carreira política como deputado estadual pelo NOVO no Rio de Janeiro em 2018, renunciando ao mandato para assumir o cargo de Secretário na Prefeitura do Rio.

## Atuação na ALERJ
Uma de suas defesas é o respeito pelo dinheiro público. Chicão se autodeclara o deputado mais econômico em 2019, alegando que seu gabinete economizou mais de R$2 milhões em despesas.

### Limpeza da Alerj
No dia 19 de agosto de 2019, Chicão Bulhões alegou que acionaria o Ministério Público contra a escolha da nova empresa de limpeza da Alerj, alegando que ela pertence aos mesmos donos da empresa anterior.
Dois dias depois o RJ2, da Rede Globo, denunciou as condições insalubres que os funcionários terceirizados de limpeza conviviam em seu refeitório e na sala de descanso. Segundo seu partido, o deputado acionou o Ministério Público para investigar o atraso de salários e o ambiente insalubre dos funcionários da Alerj..

### Comissões Parlamentares de Inquérito
Segundo seu partido, no fim de 2019, Chicão começou a coleta de assinaturas para instaurar a CPI do Metrô, com o objetivo de investigar as obras da Linha 4. A instauração da CPI foi aprovada em 12 de fevereiro de 2020.
No início de 2020, ocorreu uma crise no fornecimento de água de 86 bairros da capital e seis municípios da Baixada Fluminense, com relatos de cheiro de desagradável e gosto de terra na água. Na época, a substância química geosmina foi apontada como a causadora, mas posteriormente um estudo da UFRJ indicou que a crise foi causada por restos sanitários. Segundo seu partido, ainda em janeiro, Chicão começou a recolher assinaturas para instalar a CPI da Cedae, para investigar a responsabilidade da companhia na água contaminada.

### Posse dos deputados presos
No dia 8 de novembro de 2018, a Lava Jato no Rio de Janeiro deflagrou a Operação Furna da Onça, que cumpriu 22 mandados de prisão de suspeitos de receber uma propina mensal para votar assuntos favoráveis ao governo. Cinco deles foram reeleitos deputados estaduais no pleito do mesmo ano: André Correa (DEM), Chiquinho da Mangueira (PSC), Luiz Martins (PDT), Marcos Abrahão (Avante) e Marcus Vinicius Neskau (PTB).
Mesmo detidos, os cinco deputados tomaram posse no Complexo Penitenciário de Bangu, na Zona Oeste. Essa foi a primeira vez que o livro saiu da casa. Desde o início, Chicão Bulhões se posicionou contrário à posse e, dias antes, entrou com uma Representação pela posse dos suplentes, que não foi atendida pela Mesa Diretora da Alerj.
Em março de 2019, a Justiça concedeu uma liminar que suspendeu a posse. No dia 22 de outubro, por decisão da Ministra Carmem Lúcia, do Supremo Tribunal Federal, a Alerj votou pela soltura dos presos e o resultado foi favorável: 39 a 25. Chicão votou contra e, posteriormente, entrou com um pedido de cassação dos mandatos no Conselho de Ética da Alerj.
No dia 28 de maio de 2020, depois de o presidente do STF, Dias Toffoli, derrubar a liminar que suspendia a posse dos deputados presos, eles reassumiram os seus mandatos na Alerj.

### Pedido de impeachment do governador Wilson Witzel
Apesar de manter uma relação de independência no seu mandato, Chicão Bulhões se tornou oposição ao governo de Wilson Witzel (PSC), principalmente depois das denúncias de participação do governador nas suspeitas de corrupção na Secretaria de Saúde, que levou à prisão do subsecretário da pasta, Gabriell Neves, e a um mandado de busca e apreensão contra o governador.
Em 29 de maio de 2020, Chicão entrou com um pedido de impeachment contra o governador, citando crime de responsabilidade cometido durante a sua gestão. Um dos motivos foi a relação próxima de Witzel com o secretário de desenvolvimento econômico, Lucas Tristão, e o empresário Mário Peixoto, que foi preso na Operação O Favorito suspeito de participar de uma organização criminosa que desviou dinheiro dos cofres públicos em compras superfaturadas na área de saúde.
Em votação simbólica no dia 10 de junho de 2020, a Alerj aceitou a abertura do processo de impeachment de Witzel por unanimidade (69 a 0).

## Desempenho eleitoral
| Ano  | Eleição                     | Candidato a       | Partido      | Coligação     | Votos  | Resultado  | Ref    |
| ---- | --------------------------- | ----------------- | ------------ | ------------- | ------ | ---------- | ------ |
| 2018 | Estaduais no Rio de Janeiro | Deputado Estadual | Partido Novo | Sem Coligação | 26.335 | Eleito     | [ 25 ] |
| 2022 | Estaduais no Rio de Janeiro | Deputado Federal  | PSD          | Sem Coligação | 8.867  | Não Eleito | [ 26 ] |